# Catene, Poi e Kiwi-Do

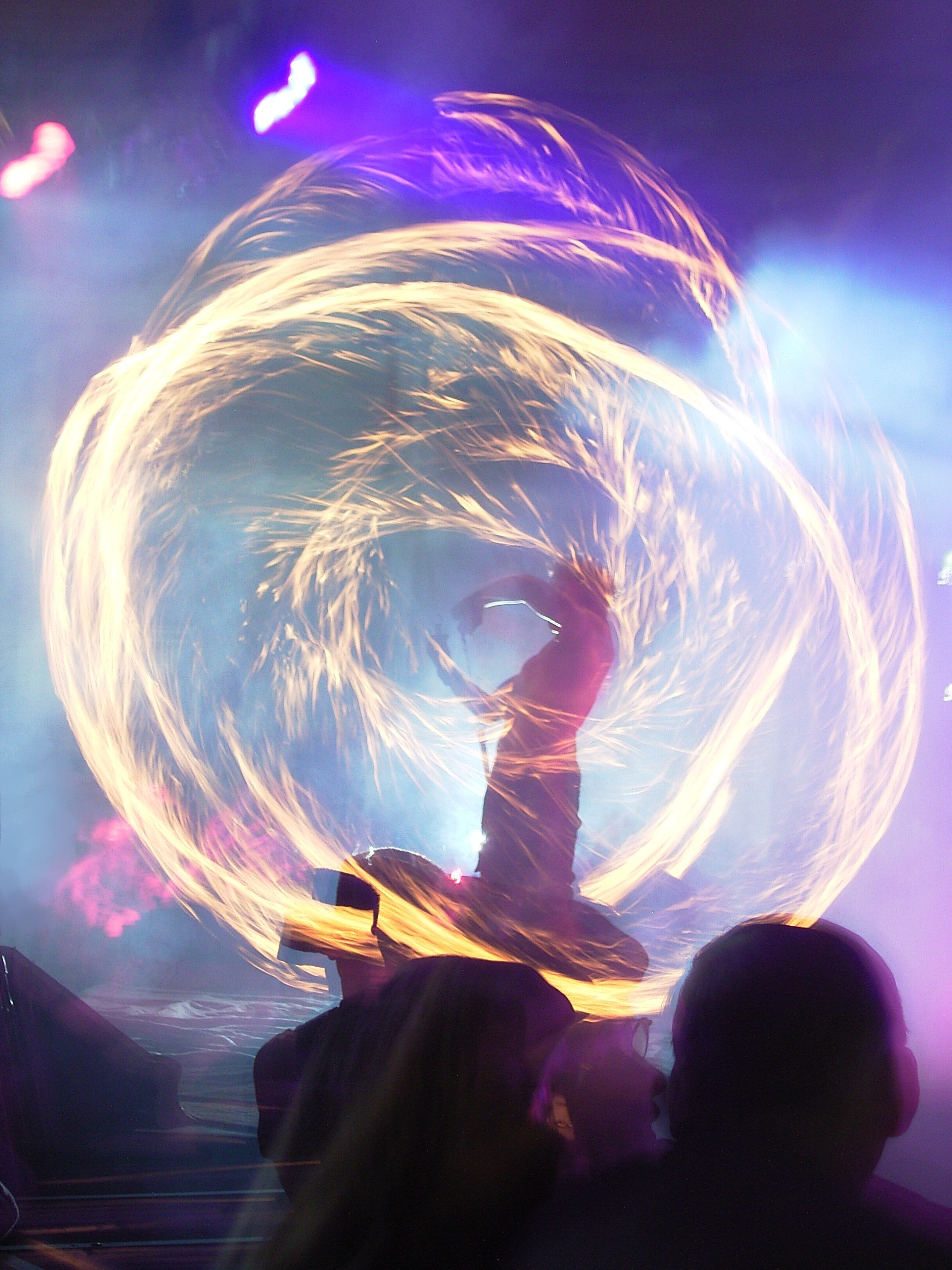

Catene, Poi e Kiwido  sono diverse parole che designano quasi lo stesso strumento di giocoleria, o meglio, il cui significante è uno strumento che sfrutta il medesimo principio, ovvero quello della forza centrifuga e quindi della rotazione di un pesetto su diverse circonferenze, il cui raggio è disegnato dalla cordicella, ed il cui centro è dato dalle mani del giocoliere.

## Catene
Le Catene hanno una impugnatura generalmente in cuoio, delle vere e proprie catene metalliche come "cordicella" ed in cui il "pesetto" è costituito da kevlar infiammabile (attraverso l'imbibizione nel petrolio bianco, apposito per lo spettacolo): esse sono infatti destinate agli spettacoli col fuoco. 

## Poi
I Poi, invece che hanno una pallina, o comunque un altro pesetto, come impugnatura; essi offrono il vantaggio, per i più esperti, di poterli lanciare, ampliando il ventaglio delle coreografie. 

## Kiwido
I Kiwido hanno una normale impugnatura di stoffa, generalmente in velluto, una cordicella di filo abbastanza doppio ed un pesetto finale, costituito di stoffa; ad esse sono solitamente abbinati dei nastri colorati, che si attaccano, solitamente tramite un bottoncino, al pesetto e che consentono altresì di montare vivaci coreografie.

## Corde
Esistono anche le Corde, che sono altresì una variante dello stesso oggetto, ma le cui cordicelle sono anch'esse costituite da materiale kevlar e sono pertanto anch'esse infiammabili.